# موراي هندرسون
موراي هندرسون (بالإنجليزية: Murray Henderson)‏ (15 يونيو 1980 في المملكة المتحدة - ) هو لاعب كرة قدم بريطاني في مركز الدفاع. لعب مع كوين أوف ساوث ونادي كلايد ونادي سترنرير ‏ وArthurlie F.C. ‏ ونادي آير يونايتد.

## وصلات خارجية
- موراي هندرسون على موقع قاعدة بيانات كرة القدم.إي يو (الإنجليزية)
- موراي هندرسون على موقع Soccerbase.com (لاعب) (الإنجليزية)